# دزدمیشه
دزدمیشه (به لاتین: Dezdameşa) یک منطقه مسکونی در جمهوری آذربایجان است که در شهرستان لنکران واقع شده‌است.